# Rise Like a Phoenix
"Rise Like a Phoenix" je vítězná píseň Eurovision Song Contest 2014, s níž na mezinárodním finále v Kodani zpěvačka  Conchita Wurst reprezentovala Rakousko. Coby vítěz navázala na píseň Only Teardrops dánské zpěvačky Emmelie de Forest, která na soutěži vyhrála o rok dříve.
Píseň byla vydána v březnu 2014 krátce poté, co televize ORF zveřejnila nominaci Conchity coby reprezentanta na Eurovizi.

## Eurovize 2014

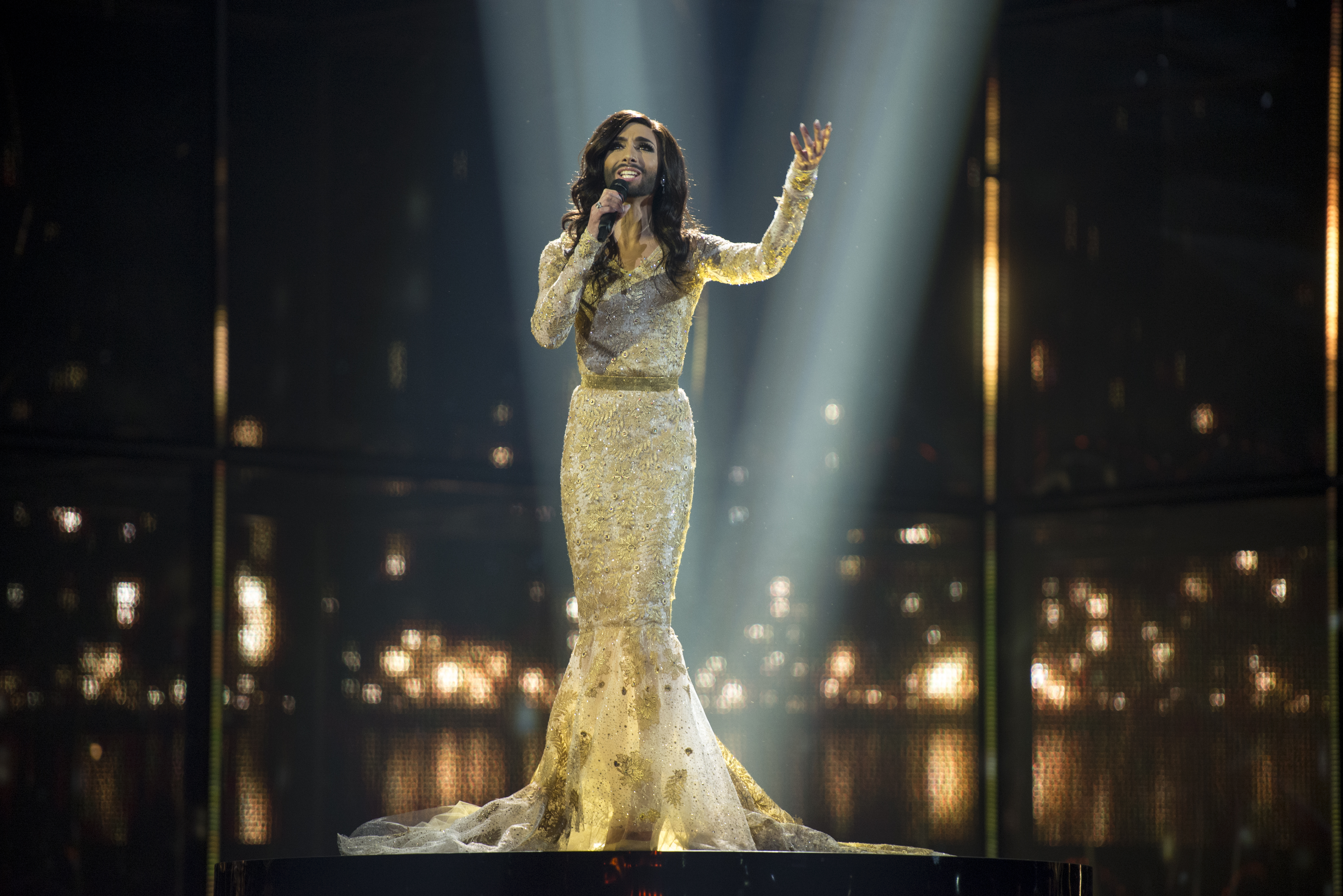
Conchita Wurst interpretuje píseň na Eurovizi 2014 v Kodani

Před mezinárodním semifinále a finále soutěže v Dánsku vzbudila Conchita značný ohlas kvůli svému atypickému vzezření, její píseň byla současně oceněna v řadě médií a vyzdvihována v množství fanouškovských anket.
Po postupu z druhého semifinálového kola Conchita ve finále obsadila se ziskem 290 bodů (včetně nejvyšších dvanáctibodových ocenění z Belgie, Finska, Irska, Izraele, Itálie, Nizozemska, Portugalska, Řecka, Slovinska, Spojeného království, Španělska, Švédska a Švýcarska) první místo. Krátce po vítězství její soutěžní píseň obsadila přední příčky na iTunes ve většině evropských zemí včetně České republiky a Slovenska.